# BMW ActiveE
O ActiveE é um automóvel apresentado pela BMW no Salão de Genebra de 2011. O modelo foi baseado no Série 1.